# 마젠타 (롬바르디아주)
마젠타(이탈리아어: Magenta)는 이탈리아 북부 롬바르디아주 밀라노 광역시에 있는 도시이자 코무네이다. 1859년 마젠타 전투가 벌어진 곳으로 유명하며 마젠타색은 이 전투에서 이름을 따왔다.
마젠타는 성 잔나 베레타 몰라(1922~1962)와 영화 제작자 카를로 폰티(1912~2007)가 태어난 곳이기도 하다. 마젠타는 유네스코가 세계 생물권보전지역 네트워크에 포함한 자연보전지역인 티치노 계곡의 자연 보호 구역(Parco naturale lombardo della Valle del Ticino)의 일부이다.

## 역사

1970년경까지 사용했던 마젠타의 첫 번째 시기

마젠타는 기원전 5세기경에 이곳을 세운 켈트족인 인수브레스족의 정착지였을 것으로 추정되며 기원전 222년에는 로마에 정복당하기도 했다. 이 이름은 전통적으로 "막센티우스의 성"을 뜻하는 castrum Maxentiae와 관련이 있다. 서로마 제국이 멸망한 후, 랑고바르드족이 이 지역을 지배하게 되었다. 마젠타의 켈트족 기원은 몇 가지 중요한 고고학적 발견을 통해 입증되는데, 특히 현재 Institute of Canossian Mothers stands가 있는 지역에는 고대에 켈트족의 묘지가 있었다. 이곳에서 물건, 보석, 무기 등이 발견되었다.
중세 시대에는 1162년 프리드리히 바르바로사에 의해, 그리고 1356년 밀라노의 비스콘티 가문의 통치에 반대하는 군대에 의해 두 차례나 파괴되었었다. 전설에 따르면, 1310년에 황제 하인리히 7세가 밀라노로 진군하던 중 눈보라로 인해 마젠타에서 멈춰 섰다고 한다. 1398년에 잔 갈레아초 비스콘티는 도시의 영토를 체르토사 수도원의 수도사들에게 기부했다.
1859년 6월 4일, 마젠타는 제2차 이탈리아 독립 전쟁의 중요한 전투가 벌어진 곳이기도 하다. 이 전투에서 프랑코-피에몬테가 승리하면서, 그들은 오스트리아 롬바르디아를 정복할 기회를 얻었다.
1947년 5월 25일에 마젠타는 대통령령으로 명예 도시 칭호를 받았다.

## 주요 명소
- 1859년 마젠타 전투에서 죽은 사람들을 기념하기 위해 지어진 산 마르티노 교회
- 산타 마리아 아순타 수도원은 14세기에 지어진 것으로 추정된다. 로마네스크 양식에 기반을 두었지만 바로크 양식의 내부를 갖춘 이 교회에는 일 베르고뇨네 (1501년, 한때 화가 베르나르디노 루이니의 작업장에서 제작되었다고 알려짐)의 작품 두 개가 보관되어 있다.
- 산 로코 교회(16세기 초)
- 카사 크리벨리 보이시오 베레타(Casa Crivelli Boisio Beretta), 15세기 귀족 가문의 예
- 카사 지아코베(Casa Giacobbe)
- 파트리스 드 마크 마옹 장군 기념비
- 비토리오 에마누엘레 2세의 옛 사냥 휴양지인 라 파지아나(La Fagiana) 자연공원

## 갤러리

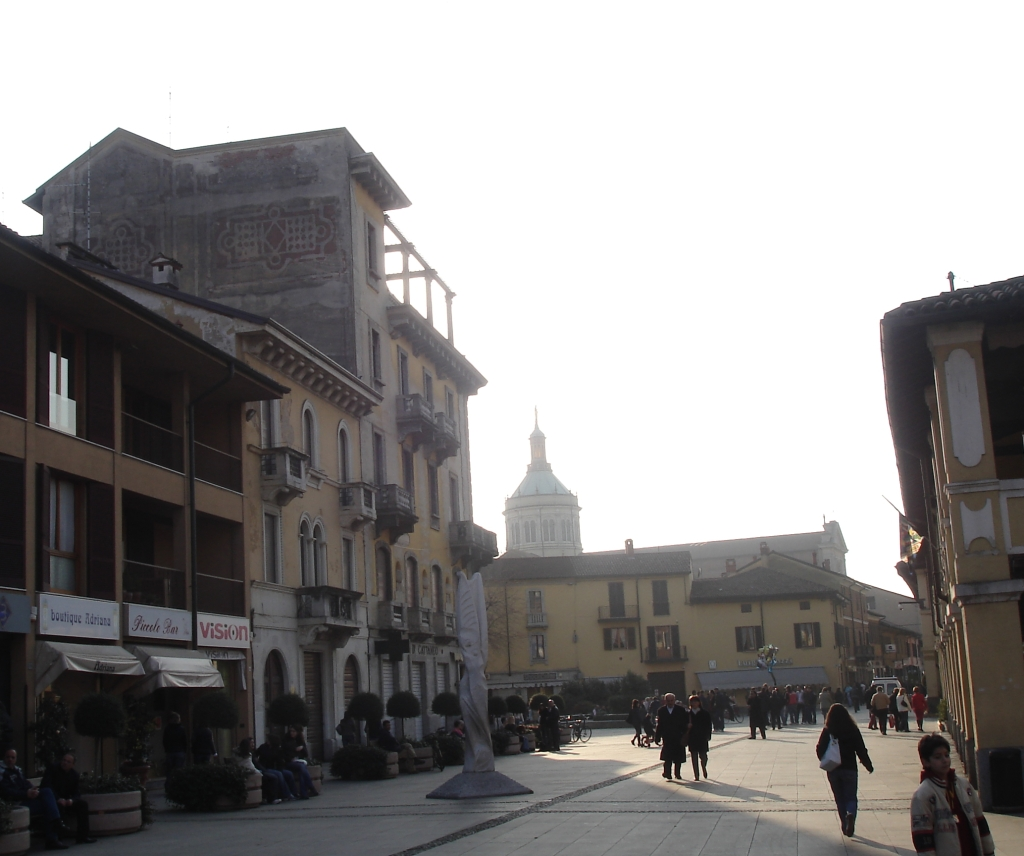
주요 광장
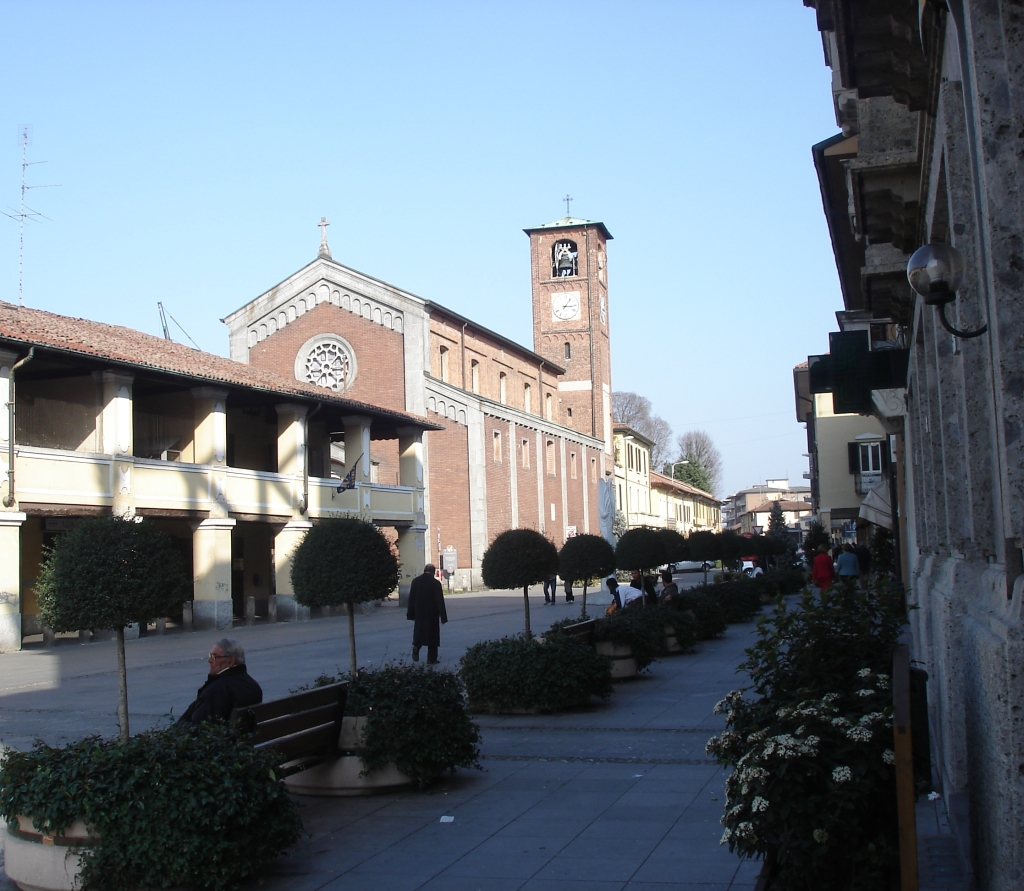
광장 주변
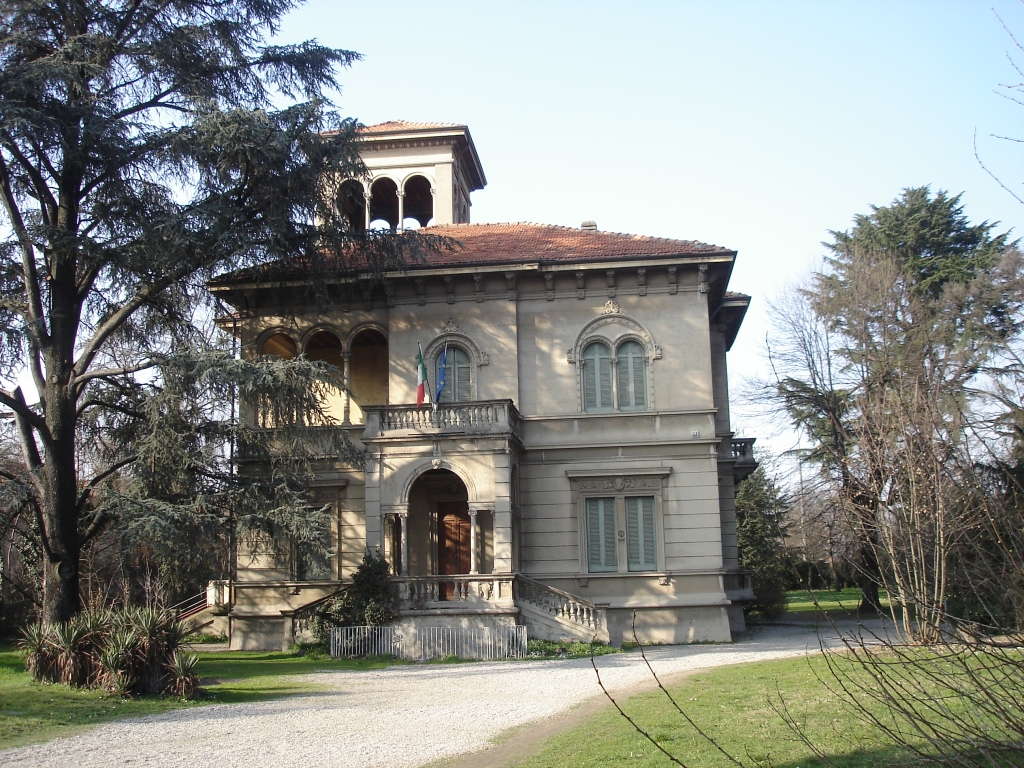
전 도서관 건물
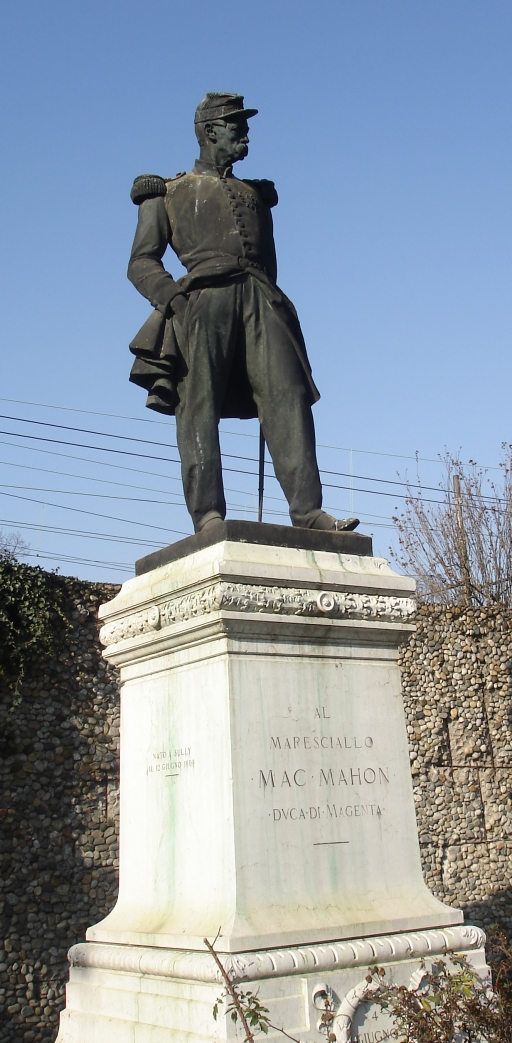
파트리스 드 마크 마옹 장군 기념비